# Liste der Botschafter der Vereinigten Staaten in Südkorea

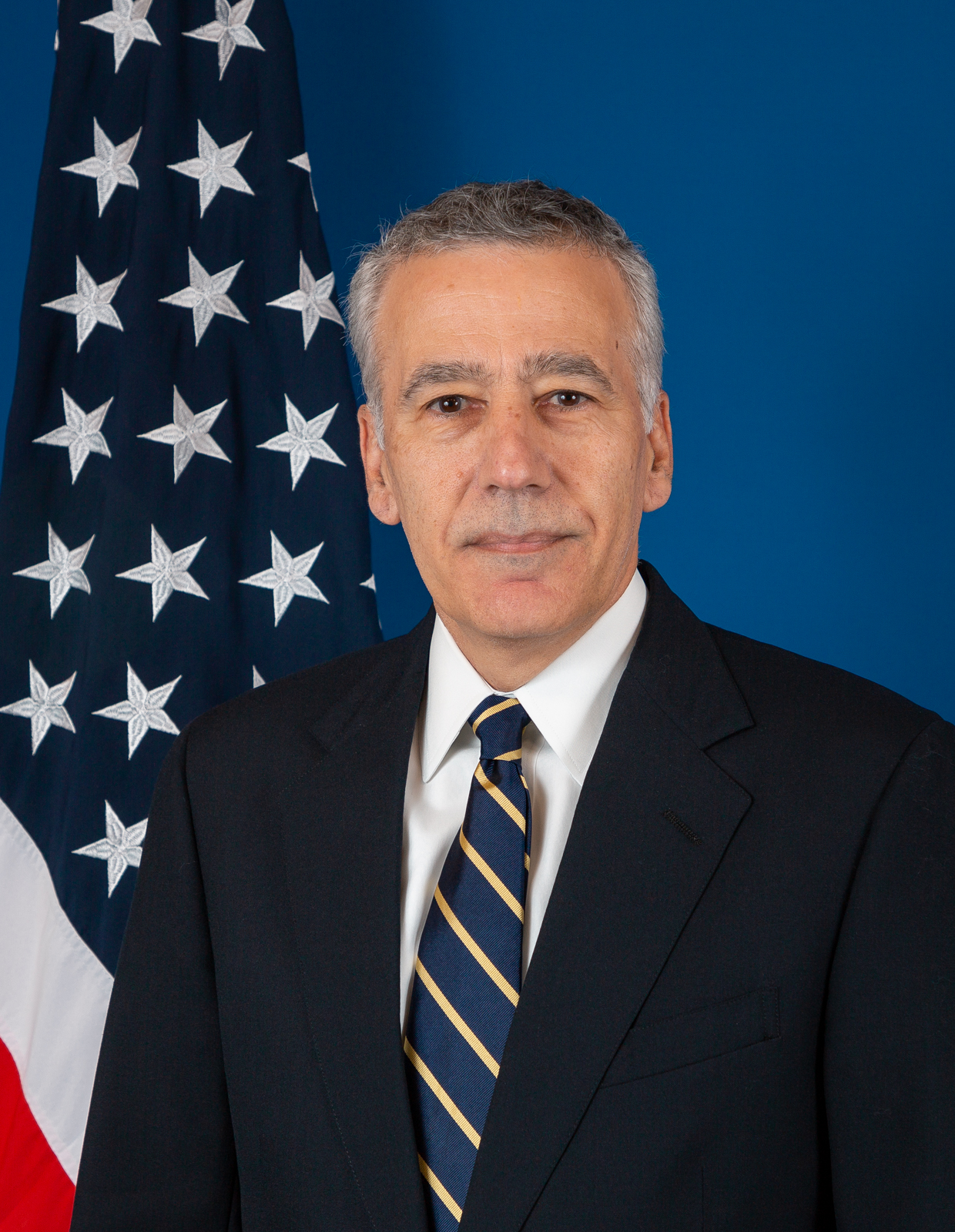
Philip Goldberg, derzeitiger Botschafter der Vereinigten Staaten in Südkorea

Diese Liste der Botschafter der USA bietet einen Überblick über die Leiter der US-amerikanischen diplomatischen Vertretung in Korea seit 1882 und in Südkorea seit dem Koreakrieg. Die Botschafter residieren in Seoul.

## Korea
Die Geschichte der staatlichen Organisation auf der koreanischen Halbinsel ist lang. Staatliche Strukturen gab es im Rahmen des Königreichs Goryeo und des Folgereichs Joseon (koreanisch 조선) oder Groß-Joseon (대조선국, seit 1392). 1897 wurde das Königreich in das Kaiserreich Korea umgewandelt, das weiter von derselben Dynastie regiert wurde. Die erste Liste nennt die Repräsentanten der USA im Kaiserreich Korea seit der Aufnahme der diplomatischen Beziehungen.

### US-Repräsentant
| Name                  | Dienstantritt | Dienstbeendigung | Anmerkung                                           |
| --------------------- | ------------- | ---------------- | --------------------------------------------------- |
| Lucius H. Foote       | 1883          | 1885             |                                                     |
| George Clayton Foulk  | 1885          | 1886             | Chargé d’Affaires ad interim                        |
| William Harwar Parker | 1886          | 1886             |                                                     |
| George Clayton Foulk  | 1886          | 1887             | Chargé d’Affaires ad interim                        |
| Hugh A. Dinsmore      | 1887          | 1890             |                                                     |
| Augustine Heard       | 1890          | 1893             |                                                     |
| John M. B. Sill       | 1894          | 1897             |                                                     |
| Horace Newton Allen   | 1897          | 1905             |                                                     |
| Edwin Vernon Morgan   | 1905          | 1905             | Morgan verließ Korea nach der Eroberung durch Japan |

## Südkorea
Nach dem Ende des Zweiten Weltkriegs kam es zur japanischen Niederlage, so dass die japanische Herrschaft über Korea endete. Im Norden bildete sich ein kommunistisches Regime, im Süden ein von den USA unterstützter Staat. Nachdem die Vereinigungsgespräche gescheitert waren, entstanden die noch heute existierenden zwei Staaten. Die USA unterstützten die südkoreanische Regierung und erkannten Nordkorea nicht an. Die Botschaft der USA hat mithin ihre Jurisdiktion lediglich über das südkoreanische Territorium.

### US-Botschafter
| Name                     | Dienstantritt | Dienstbeendigung | Anmerkung |
| ------------------------ | ------------- | ---------------- | --- |
| John J. Muccio           | 1949          | 1952             | |
| Ellis O. Briggs          | 1952          | 1955             | |
| William S. B. Lacy       | 1955          | 1955             | |
| Walter C. Dowling        | 1956          | 1959             | Dowling war von 1959 bis 1963, also unmittelbar an seinen Einsatz in Südkorea, Botschafter der USA in der Bundesrepublik Deutschland in Bonn. Bereits vor seinem Engagement in Südkorea war er im deutschen Sprachraum aktiv, zunächst auf verschiedenen Posten in Wien, zuletzt als stellvertretender Hochkommissar, und dann unmittelbar vor Seoul als stellvertretender Hochkommissar in Bonn. |
| Walter P. McConaughy     | 1959          | 1961             | McConaughy war später unter anderem US-Botschafter in China. |
| Marshall Green           | 1961          | 1961             | Chargé d’Affaires ad interim |
| Samuel D. Berger         | 1961          | 1964             | |
| Winthrop G. Brown        | 1964          | 1967             | |
| William J. Porter        | 1967          | 1971             | im direkten Anschluss an die Tätigkeit als Botschafter avancierte Porter zum United States Under Secretary of State und nahm damit den dritthöchsten Posten im Außenministerium der Vereinigten Staaten ein. |
| Philip Habib             | 1971          | 1974             | Philipp Charles Habib war von 1976 bis 1978 Staatssekretär im US-Außenministerium |
| Richard L. Sneider       | 1974          | 1978             | |
| William H. Gleysteen Jr. | 1978          | 1981             | |
| Richard L. Walker        | 1981          | 1986             | |
| James R. Lilley          | 1986          | 1989             | Lilley war später unter anderem US-Botschafter in China. |
| Donald Gregg             | 1989          | 1993             | |
| Raymond Burghardt        | 1993          | 1993             | Chargé d’Affaires ad interim |
| James T. Laney           | 1993          | 1996             | |
| Richard A. Christenson   | 1996          | 1997             | Chargé d’Affaires ad interim |
| Stephen W. Bosworth      | 1997          | 2001             | Bosworth war unmittelbar vor seinem Amtsantritt in Seoul als Sondergesandter der USA in Nordkorea tätig. |
| Evans Revere             | 2001          | 2001             | Chargé d’Affaires ad interim |
| Thomas C. Hubbard        | 2001          | 2004             | |
| Christopher R. Hill      | 2004          | 2005             | |
| Mark C. Minton           | 2005          | 2005             | Chargé d’Affaires ad interim |
| Alexander R. Vershbow    | 2005          | 2008             | Vershbow war unmittelbar nach seinem Engagement in Südkorea erst als Assistant Secretary of Defense for International Security Affairs sowie zwischen 2012 und 2016 als erster US-Amerikaner als Stellvertretender Generalsekretär der NATO tätig. |
| Kathleen Stephens        | 2008          | 2011             | erste Frau an der Spitze der US-Botschaft in Südkorea. |
| Sung Y. Kim              | 2011          | 2014             | Sung Y. Kim war der erste US-Botschafter mit koreanischen Vorfahren. |
| Mark Lippert             | 2014          | 2017             | |
| Marc Knapper             | 2017          | 2018             | Chargé d’Affaires ad interim |
| Harry B. Harris Jr.      | 2018          | 2021             | |
| Robert G. Rapson         | 2021          | 2021             | Chargé d’Affaires ad interim |
| Christopher Del Corso    | 2021          | 2022             | Chargé d’Affaires ad interim |
| Philip Goldberg          | 2022          |                  | |